# Онищенко, Юрий Владимирович
Юрий Владимирович Онищенко (укр. Юрій Володимирович Оніщенко; род. 17 января 1972, село Линовица, Прилукский район, Черниговская область, УССР, СССР) — украинский дипломат. Первый помощник Президента Украины (10 июня 2014—17 мая 2019).

## Образование
В 1994 году окончил Киевский государственный университет имени Т. Шевченко, историк, преподаватель истории; в 1998 году — Дипломатическую академию Украины при МИД Украины, магистр внешней политики. Владеет английским языком.

## Карьера
С июля 1994 по июнь 1996 года — атташе, а с августа 1996 года по июнь 1998 года — третий секретарь отдела политических вопросов ООН и её спецучреждений Управления международных организаций МИД Украины.
С августа 1996 по август 1998 года — слушатель Дипломатической академии при МИД Украины.
С сентября 1998 по август 2002 года — второй секретарь по должности первого секретаря Секретариата Председателя 52-й сессии Генеральной Ассамблеи ООН, второй секретарь по должности первого секретаря, второй секретарь Постоянного представительства Украины при ООН.
С августа 2002 по май 2003 года — первый секретарь отдела политических вопросов Управления ООН и других международных организаций МИД Украины.
С мая по сентябрь 2003 года — первый секретарь Секретариата Государственного секретаря МИД Украины, первый секретарь Секретариата первого заместителя Министра иностранных дел Украины.
С сентября 2003 по апрель 2005 года — руководитель Секретариата первого заместителя Министра иностранных дел Украины.
С апреля по сентябрь 2005 года — советник отдела политических вопросов Управления ООН и других международных организаций МИД Украины, советник отдела ООН Департамента ООН и других международных организаций МИД Украины.
С сентября 2005 по ноябрь 2008 года — советник Постоянного Представительства Украины при ООН, а с ноября 2008 по август 2009 года — заместитель Постоянного представителя Украины при ООН.
С сентября по ноябрь 2009 года — исполняющий обязанности, а с ноября 2009 по апрель 2012 года — директор Департамента — секретариата Министра иностранных дел Украины.
С 29 февраля 2012 по 10 июня 2014 года — Чрезвычайный и Полномочный Посол Украины в Королевстве Норвегия.
С 10 июня 2014 по 17 мая 2019 года — первый помощник Президента Украины.
1 ноября 2018 года включён в санкционный список России.

## Семейное положение
Женат, имеет трёх дочерей.

## Дипломатический ранг
- Чрезвычайный и Полномочный Посол (22 декабря 2014 года)[6].

## Награды и премии
- Орден князя Ярослава Мудрого V степени (2019)
- Орден «За заслуги» ІІ степени (22 января 2019)[7]
- Орден «За заслуги» ІІІ степени (22 августа 2016)[8]